# Doktor Strange (film, 2016)
Doktor Strange je ameriški superjunaški film iz leta 2016, ki temelji na istoimenskem liku iz Marvelovih stripov. Film je režiral Scott Derrickson po scenariju, ki ga je napisal z Jonom Spaihtsom in C. Robertom Cargillom, v glavnih vlogah pa igrajo Benedict Cumberbatch, Chiwetel Ejiofor, Rachel McAdams, Benedict Wong, Michael Stuhlbarg, Benjamin Bratt, Scott Adkins, Mads Mikkelsen in Tilda Swinton. V filmu Doktor Strange spoznava mistične umetnosti po prometni nesreči, ki je končala njegovo kariero zdravstvenega kirurga.
Različne filmske priredbe Doktorja Strangea so bile v razvoju od sredine 1980-ih, dokler Paramount Pictures ni pridobil filmskih pravic aprila 2005 v imenu Marvel Studios. Thomas Dean Donnelly in Joshua Oppenheimer sta junija 2010 sodelovala pri pisanju scenarija. Junija 2014 so Derricksona najeli za režiserja, Spaihts pa je ponovno napisal scenarij. Cumberbatch je bil izbran za istoimensko vlogo decembra 2014, zaradi česar je bila potrebna sprememba urnika, da bi lahko izpolnil svoje druge obveznosti. To je Derricksonu dalo čas, da je sam delal na scenariju, pri čemer je na pomoč poklical Cargill. Snemanje filma se je začelo novembra 2015 v Nepalu, preden se je preselilo v Anglijo in zaključilo v New Yorku aprila 2016.
Doktor Strange je bil premierno predvajan v Hong Kongu 13. oktobra 2016, v Združenih državah pa je bil izdan 4. novembra. Film je po vsem svetu zaslužil 677,8 milijona dolarjev in je prejel pohvale za igralsko zasedbo, vizualne prizore in filmsko glasbo. Film je prejel nominacijo za oskarja za najboljše vizualne učinke. Nadaljevanje, Doktor Strange v multivesolju norosti, je izšlo maja 2022.

## Vsebina
V Katmanduju čarovnik Kaecilius in njegovi privrženci vstopijo v skrivno posestvo Kamar-Taj in umorijo njegovega knjižničarja. Ukradejo več strani iz knjige, ki je pripadala Starodavni, dolgoživi čarovnici, ki je vse študente v Kamar-Taju, vključno s Kaecilijem, poučevala o mističnih veščinah. Starodavna dohiti napadalce, vendar Kaecilius in njegovi privrženci pobegnejo.
V New Yorku si doktor Stephen Strange, premožni, priznani in arogantni nevrokirurg, hudo poškoduje roke v prometni nesreči na poti na govorniško konferenco, zaradi česar je trajno nezmožen opravljati kirurške posege. Prijateljica kirurginja Christine Palmer mu poskuša pomagati, da nadaljuje svojo pot, toda Strange si zaman prizadeva za poskusne operacije, da bi si ozdravil roke. Strange izve za Jonathana Pangborna, paraplegika, ki je čudežno spet začel uporabljati svoje poškodovane noge. Pangborn napoti Strangea v Kamar-Taj, kjer ga sprejme Mordo, čarovnik pod Starodavno. Starodavna dokazuje svojo moč Strangeu, razkriva astralno raven in druge dimenzije, kot je zrcalna dimenzija. Nerada se strinja, da bo učila Strangea, čigar aroganca in ambicioznost jo spominjata na Kaeciliusa.
Kmalu Strange izve, da je Zemlja zaščitena pred grožnjami iz drugih dimenzij s ščitom, ustvarjenim iz treh svetišč v New Yorku, Londonu in Hong Kongu, ki so vsa neposredno dostopna iz Kamar-Taja. Naloga čarovnikov je zaščititi svetišča, čeprav se je Pangborn namesto tega odločil uporabiti mistično energijo le za zdravljenje svoje paralize. Strange hitro napreduje in na skrivaj prebere knjigo, iz katere je Kaecilius ukradel strani, in se uči ukrivljati čas z Agamottovim očesom. Mordo in Wong posvarita Strangea pred kršenjem naravnih zakonov in ga primerjata s Kaeciliusovo željo po večnem življenju.
Medtem Kaecilius uporabi ukradene strani, da vzpostavi stik z Dormammujem iz Temne dimenzije, kjer čas ne obstaja, in uniči svetišče v Londonu, da oslabi zaščito Zemlje. Zeloti nato napadejo svetišče v New Yorku in ubijejo tamkajšnjega varuha, toda Strange jih zadrži s pomočjo plašča levitacije, saj je bil med spopadom huje poškodovan. Teleportira se nazaj v bolnišnico, kjer ga Palmer reši. Po vrnitvi v Sanctum Strange Mordu razkrije, da je Starodavna črpala moč iz Temne dimenzije, da bi ohranila dolgo življenje, in Mordo postane razočaran nad njo. Po boju v Zrcalni dimenziji New Yorka Kaecilius smrtno rani Starodavno in pobegne v Hong Kong. Preden umre, pove Strangeu, da bosta morala on in Mordo sodelovati, da bi premagala Kaeciliusa, pri čemer bosta uravnotežila Mordovo neomajno naravo in Strangeovo pripravljenost, da ukrivi pravila. Strange in Mordo prispeta v Hongkong, kjer najdeta Wonga mrtvega, svetišče uničeno in temno dimenzijo, ki zajame Zemljo. Strange uporabi Agamottovo oko, da zavrti čas in reši Wonga, nato vstopi v temno dimenzijo in ustvari neskončno časovno zanko okoli sebe in Dormammuja. Po večkratnem neuspešnem poskusu Strangea premagati Dormamma, končno sprejme njegov predlog, da za vedno zapusti Zemljo in s seboj vzame Kaeciliusa in zelote v zameno za to, da Strange prekine zanko.
Mordo, ki se zgraža nad Nenavadnim in Starodavno, ki poveljuje naravnim zakonom, opusti kariero čarovnika in odide. Strange vrne Oko, za katerega se izkaže, da drži kamen neskončnosti, nazaj v Kamar-Taj in se odpravi v New York Sanctumu, da bi nadaljeval študij z Wongom. V prizoru po koncu filma se Strange odloči pomagati Thoru, ki je pripeljal svojega brata Lokija na Zemljo, da bi poiskal njunega očeta Odina. Pozneje se Mordo sooči s Pangbornom in ukrade mistično energijo, ki jo uporablja, ter mu pove, češ da ima Zemlja "preveč čarovnikov".

## Vloge
- Benedict Cumberbatch - Doktor Stephen Strange
- Chiwetel Ejiofor - Karl Mordo
- Rachel McAdams - Christine Palmer
- Benedict Wong - Wong
- Michael Stuhlbarg - Nicodemus West
- Benjamin Bratt - Jonathan Pangborn
- Scott Adkins - Lucian
- Mads Mikkelsen - Kaecilius
- Tilda Swinton - Ancient One